# 王青蓮
王青蓮（？—？），字希白，號香湖，贵州遵義人，清朝政治人物、同進士出身。

## 生平
嘉慶七年（1802年）壬戌科進士，三甲三十九名，选翰林院庶吉士，散館改华亭县知县、江苏崇明县知縣，遷督糧同知，提江陵知府，升山西冀寧道、廣東按察使、山西、山東布政使。
著有《金粟齋詩文》。